# Looking Walking Being
Looking Walking Being – album Agi Zaryan wydany w 2010 roku przez amerykańską wytwórnię Blue Note Records. Zawiera teksty piosenek napisane przez Zaryan oraz wiersze amerykańskiej poetki Denise Levertov. Płytę jazzową nagrano w klimatach ballady oraz latino jazzu, rytmów afrykańskich, jazzu tradycyjnego oraz jazzrocka. Kompozytorzy muzyki to: Michał Tokaj, Larry Koonse, David Dorůžka i Zbigniew Wegehaupt. Na albumie zagrał m.in. Munyungo Jackson. Płyta dotarła do 4. miejsca listy OLiS w Polsce. Album ma status podwójnie platynowej płyty.

## Lista utworów
Opracowano na podstawie materiału źródłowego.
1. Cherry Tree Avenue (sł. Aga Zaryan, muz. Michał Tokaj) – 2:42
2. Looking Walking Being (sł. Denise Levertov, muz. Larry Koonse) – 4:45
3. Let Me (sł. Aga Zaryan, muz. Michał Tokaj) – 5:00
4. For The New Year (sł. Denise Levertov, muz. David Dorůžka) – 4:00
5. The Stars Are As Lonely As Us (sł. Aga Zaryan, muz. Zbigniew Wegehaupt) – 5:06
6. Seeking My Love (sł. Aga Zaryan, muz. Michał Tokaj) – 7:43
7. February Evening In New York (sł. Denise Levertov, muz. Michał Tokaj) – 4:03
8. My Name (sł. Aga Zaryan, muz. David Dorůžka) – 5:51
9. Temptation Game (sł. Aga Zaryan, muz. Michał Tokaj) – 6:34
10. Wanting The Moon (sł. Denise Levertov, muz. David Dorůžka) – 5:23
11. What Is This Thing Called Happiness (sł. Aga Zaryan, muz. David Dorůžka) – 4:20
12. The Thread (sł. Denise Levertov, muz. Michał Tokaj) – 6:37